# Kolej transazjatycka
Linia kolejowa Kunming – Singapur, kolej transazjatycka, magistrala transazjatycka – normalnotorowa linia kolejowa mająca w założeniu połączyć chińską prowincję Junnan z państwami leżącymi na Półwyspie Indochińskim i Półwyspie Malajskim.
Linia kolejowa Kunming – Singapur budowana jest przez przedsiębiorstwa chińskie. Ma w pierwszej kolejności zastąpić zbudowaną na początku XX wieku wąskotorową linię kolejową Hajfong – Kunming.